# Солдат у синьому мундирі
Солдат у синьому мундирі (англ. Soldier Blue) — американський вестерн 1970 року.

## Сюжет
1964 рік. Загін кавалерії, який супроводжував золото, зазнав нападу індіанців і був знищений. Врятувалися лише жінка Кеті Лі і солдат Хонас Гент. Разом вони добираються до своїх, по дорозі між ними зав'язується роман. Зрештою Хонас і Кеті стають свідками жорстокого знищення індіанського поселення американською армією.

## У ролях
| Актор           | Роль               |
| --------------- | ------------------ |
| Кендіс Берген   | Кеті Марібель Лі   |
| Пітер Штраусс   | Хонас Гент         |
| Дональд Плезенс | Ісаак Кумбер       |
| Джон Андерсон   | полковник Айверсон |
| Хорхе Ріверо    | Плямистий Вовк     |
| Дена Елкар      | капітан Батлс      |
| Боб Карравей    | лейтенант Макнейра |
| Мартін Вест     | лейтенант Спінгарн |
| Джеймс Хемптон  | рядовий Мензіс     |
| Морт Міллз      | сержант О'Гірн     |
| Аврора Клавель  | індіанка           |